# Mantus
Mantus – w mitologii etruskiej demon, król świata podziemnego, którym władał ze swoją żoną Mania. W sztuce był przedstawiany ze skrzydłami, z pochodnią i w koronie na głowie. Rzymianie utożsamiali go z Dis Pater. 